# Gemma Ward
Gemma Louise Ward (Perth, 3 novembre 1987) è una supermodella e attrice australiana.
Lavora per le agenzie IMG London, IMG Milan, IMG New York, IMG Paris, Viviens Australia.

## Biografia
Nasce a Perth, nell'Australia Occidentale, seconda figlia di Gary Ward, un medico e Claire, un'infermiera. Ha una sorella più grande, Sophie, anch'essa modella, e due fratelli gemelli più piccoli, Oscar e Henry. Gemma fu scoperta casualmente nel 2002, quando accompagnò degli amici alla registrazione dello show televisivo australiano Search for a Supermodel.

### Carriera da modella
Nel 2003 firmò un contratto con una delle più importanti agenzie di modelle al mondo, la IMG e nel settembre dello stesso anno debuttò in esclusiva sulle passerelle milanesi di Prada e Miu Miu. Nel 2004 divenne testimonial di numerose importanti campagne pubblicitarie internazionali: prima su tutte Prada, di cui divenne il volto-simbolo della maison, Jil Sander, Saint Laurent e altre. A soli sedici anni, Gemma fu la più giovane modella a conquistare la copertina di Vogue America nel numero di settembre 2004. Sempre in quell'anno fu una delle più giovani modelle selezionate per il servizio "It Girls" di Vogue.
Lo stilista Lazaro Hernandez dichiarò a Teen Vogue (numero di febbraio 2006), "Il suo aspetto non è somigliante a nessun'altra al momento. Lei era così aliena, e la moda è sempre alla ricerca della novità" ("She looked like no one else at the time. She was this alien, and fashion is always looking for newness."). Il suo look divenne il look più popolare tra le nuove modelle e fu usato come punto di riferimento per la nuova generazione di indossatrici "simil-bambola" come Vlada Rosljakova, Heather Marks, Lily Donaldson, JessicaStam, Saša Pivovarova, Snejana Onopka, Lily Cole e Lisa Cant.
Sulla rivista Allure (numero di ottobre 2006), Ward è descritta come "la modella del momento" ("the model of the moment."). Il direttore creativo di Allure Paul Cavaco sostenne che la motivazione per il successo della Ward era la seguente: "Ne veniamo da un periodo che è stato molto va-va-voom, ma ora il pendolo sta tornando indietro. Gemma è eterea, non terrena." ("We went through a period that was very va-va-voom, but now the pendulum has swung back. Gemma is ethereal, not earthy."). Il fotografo Michael Thompson disse a proposito di Gemma "Lei è una bionda esotica, la più rara delle creature" ("She's an exotic blonde, the rarest of creatures.") Nel 2005 la Ward continuò a stipulare prestigiosi contratti come testimonial per Burberry, Hermès, Valentino e per la fragranza di Calvin Klein "Obsession".
Dal 2003 al 2008 è apparsa tantissime volte sulle copertine di prestigiose riviste quali Vogue, W, V Magazine e altre e ha sfilato tra New York, Milano e Parigi per tutte le più importanti case di moda al mondo, tra le quali: Chanel, Versace, Oscar de la Renta, Dior, Gucci, Louis Vuitton, Marc Jacobs, Zac Posen, Fendi, Jean-Paul Gaultier, Karl Lagerfeld, John Galliano, Givenchy, Burberry, Ralph Lauren, Tommy Hilfiger, Yves Saint Laurent, Dolce & Gabbana, Roberto Cavalli, Max Mara, Missoni, Lanvin, Donna Karan, Alexander McQueen e moltissime altre.
Il sito models.com la classifica da tempo tra le prime 50 modelle più importanti al mondo (a maggio 2007 ricopre il primo posto nella classifica da diverse settimane). Negli ultimi anni è stata testimonial nelle campagne pubblicitarie di Louis Vuitton, Dior, Dolce & Gabbana, Jean Paul Gaultier, Swarovski e altri. Nel 2007 Forbes la inserisce al decimo posto nella classifica delle supermodelle più pagate al mondo. Tra i tanti successi professionali raggiunti si aggiunge la sua partecipazione al Calendario Pirelli 2008, realizzato dal fotografo Patrick Demarchelier.
Gemma Ward è stata una delle top models più famose nel primo decennio del XXI secolo. Nel 2008, improvvisamente, decide di prendere una pausa dal mondo della moda, un break che dura ben sei anni. A settembre 2014 apre in esclusiva la sfilata Primavera/Estate 2015 della maison Prada durante la settimana della moda di Milano. Nessuno sospettava un ritorno in passerella così eclatante. Miuccia Prada sceglie Gemma anche come testimonial della campagna P/E 2015 scattata da Steven Meisel. IMG New York, l'agenzia che rappresenta Ward nel mondo, conferma: "Gemma è qui per restare".

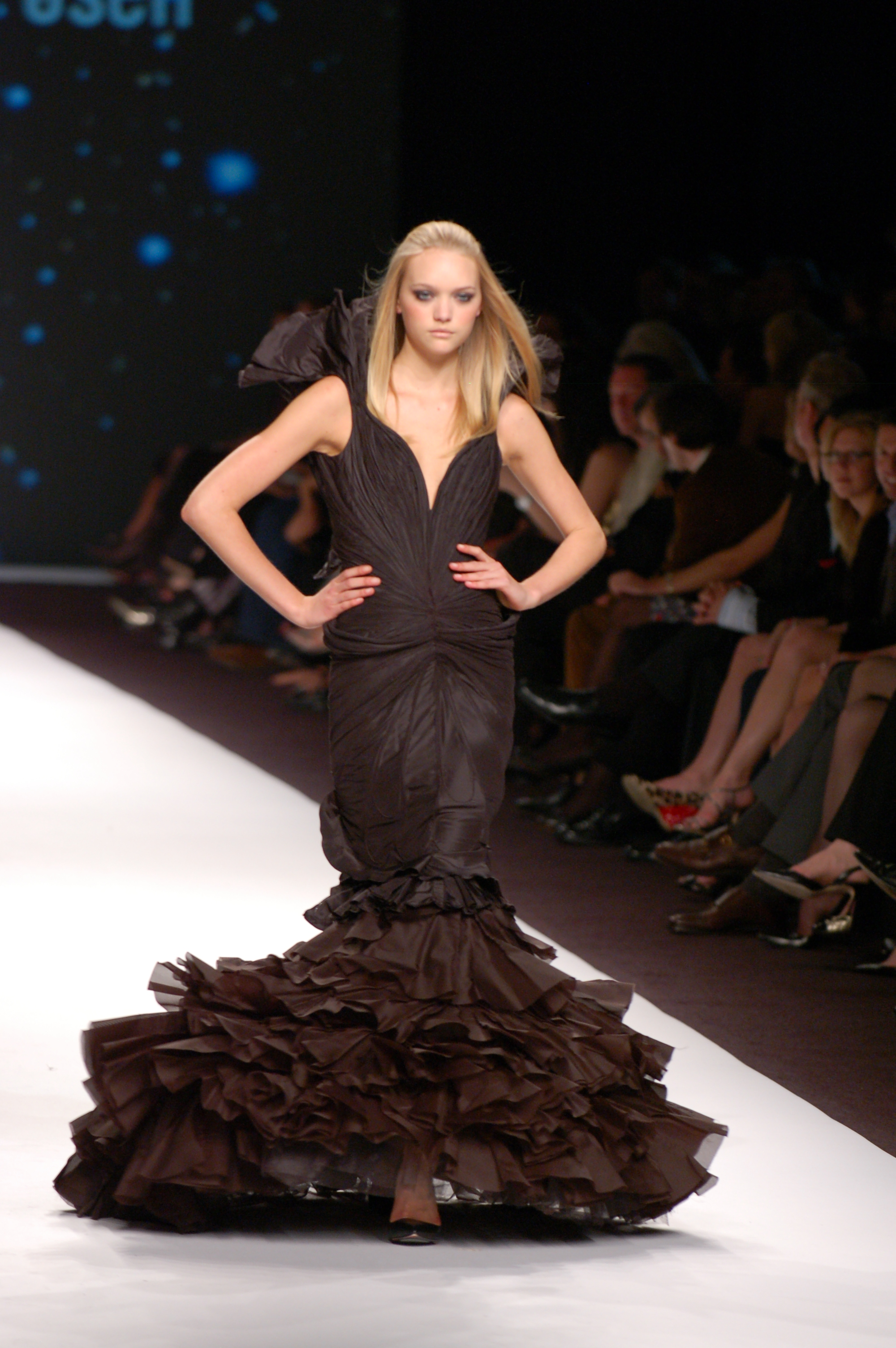
Gemma Ward durante una sfilata nel 2007.

### Carriera da attrice
Esordisce come attrice nel 2001, nel film Pink Pyjamas.
Nel 2008 partecipa a due film, The Black Balloon e The Strangers con Liv Tyler, finché non ottiene il ruolo di Tamara, una sirena, in Pirati dei Caraibi - Oltre i confini del mare, con Johnny Depp e Penélope Cruz.
Nel 2012 gira al seguito di The Strangers: Part 2, mentre nel 2013 interpreta un piccolo ruolo ne Il grande Gatsby, per la regia di Baz Luhrmann, con Leonardo DiCaprio, Tobey Maguire e Carey Mulligan.

## Filmografia

### Cinema
- Pink Pyjamas, regia di Elissa Down (2001) - cortometraggio
- The Black Balloon, regia di Elissa Down (2008)
- The Strangers, regia di Bryan Bertino (2008)
- Pirati dei Caraibi - Oltre i confini del mare (Pirates of the Caribbean: On Stranger Tides), regia di Rob Marshall (2011)
- Il grande Gatsby (The Great Gatsby), regia di Baz Luhrmann (2013)

### Video musicali
- Daughters (John Mayer), regia di Mario Sorrenti (2004) - attrice
- The Caged Pillows, regia di Galen Pehrson (2016) - voce
- Fergie: M.I.L.F. $, regia di Colin Tilley (2016)

## Vita privata
Nel 2011, durante un'intervista, Ward conferma di aver avuto una breve relazione con l'attore Heath Ledger nel 2007, bruscamente interrotta dall'improvvisa morte di quest'ultimo nel gennaio 2008.
Nel dicembre 2013 dà alla luce la sua prima figlia, avuta dal compagno David Letts,seguita da un secondo figlio nel gennaio 2017. All'inizio del 2020, ha annunciato tramite Instagram che stavano aspettando il loro terzo figlio, nato a giugno.

## Agenzie
- Vivien's Model Management - Sydney
- Why Not Model Agency
- IMG Models - New York

MY Model Management